# Parlamentswahl in Montenegro 2012
- DF: 20
- SNP: 9
- Pozit.: 7
- Minderheit.: 6
- DPS: 39

Die Parlamentswahl in Montenegro 2012 fanden am 14. Oktober 2012 statt. Die Liste von Milo Đukanović verlor im Parlament von Montenegro ihre absolute Mehrheit, ist aber weiterhin stärkste politische Kraft.

## Ergebnis
- Koalicija Evropska Crna Gora (DPS und andere) – 39 Sitze
- Demokratski Front – 20 Sitze
- Socijalistička narodna parti ja Crne Gore – 9 Sitze
- Pozitivna Crna Gora – 7 Sitze
- sonstige – 6 Sitze